# Rho point suscrit
Cette page contient des caractères spéciaux ou non latins. S’ils s’affichent mal (▯, ?, etc.), consultez la page d’aide Unicode.
Rho point suscrit (capitale : Ρ̇, minuscule : ρ̇) est une lettre additionnelle grecque, utilisée dans l’alphabet grec albanais des Arvanites au XIXe siècle. Il s’agit de la lettre Ρ diacritée d’un point suscrit.

## Représentations informatiques
L’rho point suscrit peut être représente avec les caractères Unicode suivants (grec et copte, diacritiques):
| formes    | représentations | chaînes de caractères | points de code | descriptions                                           |
| --------- | --------------- | --------------------- | -------------- | ------------------------------------------------------ |
| capitale  | Ρ̇               | Ρ◌̇                    | U+03A1 U+0307  | lettre majuscule grecque rho diacritique point suscrit |
| minuscule | ρ̇               | ρ◌̇                    | U+03C1 U+0307  | lettre minuscule grecque rho diacritique point suscrit |